# ويلينغتون كارفاليو
ويلينغتون كارفاليو (15 فبراير 1993 بالبرازيل - ) هو لاعب كرة قدم برازيلي في مركز الدفاع. لعب مع نادي سيارا ونادي فلومينينسي.

## وصلات خارجية
- ويلينغتون كارفاليو على موقع قاعدة بيانات كرة القدم.إي يو (الإنجليزية)
- ويلينغتون كارفاليو على موقع Soccerway.com (الإنجليزية)